# Gurbani
Gurbani è il termine che lega le parole Bani e Gur cioè guru. Bani deriva dal sanscrito e significa: suono, parola. Così, nel sikhismo, gurbani si riferisce ai discorsi composti dai guru del sikhismo. Tuttavia il termine bani viene utilizzato per designare qualsiasi inno del Guru Granth Sahib.